# Fred Sinowatz
Alfred Sinowatz, dit Fred Sinowatz, né le 5 février 1929 à Neufeld an der Leitha en Burgenland, en Autriche, et mort le 11 août 2008 à Vienne, est un homme d'État autrichien membre du Parti socialiste d'Autriche (SPÖ) et historien. Il a exercé les fonctions de chancelier fédéral de 1983 à 1986, succédant à son collègue de parti Bruno Kreisky. Il a démissionné au cours de l’affaire Kurt Waldheim ; son successeur a été désigné en la personne de Franz Vranitzky.

## Carrière
Issu d'une famille croate du Burgenland, Sinowatz était d'origine modeste. Néanmoins, il a fréquenté le lycée à Wiener Neustadt et a obtenu sa Matura (baccalauréat) à Baden. Il étudie l'histoire, la philologie germanique et le journalisme à l'Université de Vienne ; en 1953, il a passé son doctorat pour embrasser une carrière de fonctionnaire.
Sinowatz a été membre du Conseil municipal de sa ville natale Neufeld an der Leitha à partir de 1957. Il est nommé secrétaire du SPÖ dans l'État de Burgenland en 1961 et devint représentant élu du Landtag parlement qu'il a dirigé en tant que président de 1964 à 1966. Ensuite il y occupe le poste du ministre de la Culture. En 1971, il a été élu au Conseil national.

## Ministre de l'Éducation (1971-83)
Historien de formation, Fred Sinowatz commence sa carrière ministérielle en 1971, en devenant ministre fédéral de l'Éducation et de la Culture du gouvernement Kreisky, poste qu'il occupera jusqu'en 1983, devenant Vice-Chancelier à la suite du départ du titulaire du poste Hannes Androsch.
Le recul du SPÖ aux élections parlementaires de 1983, marquées par la perte de la majorité absolue que les sociaux-démocrates détenaient depuis les débuts des années 1970 pousse le chancelier sortant à se retirer. Fred Sinowatz, numéro deux du gouvernement, lui succède logiquement à la tête du gouvernement.

## Chancelier fédéral (1983-86)
Fred Sinowatz accède à la Chancellerie après les élections de 1983, qui ont vu le SPÖ perdre la majorité absolue au Nationalrat tout en demeurant le premier parti du pays. Il doit alors s'allier avec les libéraux du FPÖ pour exercer le pouvoir.
À cette même période, Sinowatz prend également la succession de Bruno Kreisky à la tête du parti social-démocrate.
Son mandat est assez chaotique, marqué par plusieurs échecs dans le domaine économique (mauvaise gestion des entreprises nationalisées), énergétique (affaire de la centrale de Hainburg), dans un climat de scandales comme l'affaire des vins au glycol ou l'affaire Frischenschlager  qui rouvrira les plaies de la période nazie (le ministre de la Défense Friedhelm Frischenschlager, du Parti de la Liberté, s'était rendu en Italie pour rencontrer Walter Reder - criminel de guerre emprisonné depuis la fin de la guerre - et prêt à faciliter les conditions d'un éventuel retour en Autriche).

### L'élection présidentielle de 1986 et l'affaire Waldheim
Fred Sinowatz contribue lui-même a relancer le débat sur les "années noires" durant la campagne présidentielle de 1986 en étant à l'origine des premières fuites sur le passé d'officier de la Wehrmacht, les accointances avec les nazis et l'implication présumée dans des crimes de guerre du candidat de l'ÖVP, grand favori de l'élection, Kurt Waldheim.
Évoquées lors d'une réunion à huis clos du Comité directeur du SPÖ du Burgenland, fédération d'origine de Sinowatz, ces informations font l'objet d'indiscrétions qui parviennent aux médias qui, à l'issue d'investigations, révèlent au grand public le passé trouble de Waldheim pendant la Seconde Guerre mondiale.
Durant toute la campagne électorale, Sinowatz ne cesse de harceler Waldheim à ce sujet. Après l'élection de ce dernier à la Présidence fédérale en 1986, il démissionne de son poste de Chancelier.
Franz Vranitzky, alors ministre des Finances, lui succède immédiatement à la Chancellerie. Cependant, Sinowatz conserve la présidence du SPÖ jusqu'en 1988, date à laquelle il quitte toutes ses fonctions politiques (au sein du parti et du parlement).
Il se retire dans sa province du Burgenland où il meurt le 11 août 2008 à l'âge de 79 ans.